# Liste der Naturdenkmale im Landkreis Mansfeld-Südharz
Die Liste der Naturdenkmale im Landkreis Mansfeld-Südharz enthält alle Naturdenkmale des Landkreises Mansfeld-Südharz, welche durch Rechtsverordnung geschützt sind. Naturdenkmäler sind Einzelschöpfungen der Natur, deren Erhaltung wegen ihrer hervorragenden Schönheit, Seltenheit oder Eigenart oder ihrer ökologischen, wissenschaftlichen, geschichtlichen, volks- oder heimatkundlichen Bedeutung im öffentlichen Interesse liegt.
Es wird zwischen Naturdenkmalen, flächenhaften Naturdenkmalen und Flächennaturdenkmalen unterschieden.
Stand der Liste ist 2011. Danach wurde ein neues Kennzeichensysten eingeführt, einige Naturdenkmale aufgehoben und andere neu verordnet.

## Erklärung
- Reg.Nr.: Registriernummer nach veröffentlichter Liste
- Benennung: Name des Naturdenkmals
- Standort: nennt die Lage des Naturdenkmals im jeweiligen Ort und gegebenenfalls die Koordinaten des Naturdenkmals
- Jahr: gibt das Jahr der Unterschutzstellung an
- Bild: Abbildung des Naturdenkmals

## Naturdenkmale
| Reg.Nr.   | Benennung                                             | Standort                                          | Jahr | Bild                                                 |
| --------- | ----------------------------------------------------- | ------------------------------------------------- | ---- | ---------------------------------------------------- |
| ND0001ML  | Sommerlinde                                           | Ahlsdorf                                          | 1985 |                                                      |
| ND0001SGH | Sophieneiche, Wald östlich der Stadt                  | Allstedt                                          | 1974 |                                                      |
| ND0002ML  | Sommerlinde                                           | Ahlsdorf                                          | 1985 |                                                      |
| ND0003ML  | Stieleiche                                            | Ahlsdorf                                          | 1985 |                                                      |
| ND0003SGH | Winterlinde                                           | Allstedt                                          | 1974 |                                                      |
| ND0004ML  | Schwarzkieferngruppe                                  | Annarode                                          | 1985 |                                                      |
| ND0004SGH | Ginkgo auf dem Bäckerplatz in der Stadt               | Allstedt                                          | 1974 |                                                      |
| ND0005ML  | Stieleiche (Luthereiche)                              | Annarode                                          | 1985 |                                                      |
| ND0005SGH | „Friedenslinde“ (Sommerlinde)                         | Berga                                             | 1988 | „Friedenslinde“ auf dem Vorplatz vom Pfarrhof        |
| ND0006ML  | Traubeneiche (Roßbergeiche)                           | Annarode                                          | 1985 |                                                      |
| ND0006SGH | Dorf- oder Tanzlinde (Sommerlinde)                    | Berga                                             | 1988 | Dorf- oder Tanzlinde gegenüber vom Pfarrhof          |
| ND0007ML  | Traueresche                                           | Annarode                                          | 1985 |                                                      |
| ND0007SGH | Sommerlinde „Taternlinde“                             | Berga                                             | 1988 | „Taternlinde“ bei Ohls-Mühle                         |
| ND0008ML  | Lärche                                                | Annarode                                          | 1985 |                                                      |
| ND0009ML  | Traubeneiche (Kaisereiche)                            | Annarode                                          | 1985 |                                                      |
| ND0010ML  | Traubeneiche                                          | Annarode                                          | 1985 |                                                      |
| ND0010SGH | Eselsbuche (Weißbuche)                                | Blankenheim                                       | 1935 |                                                      |
| ND0011ML  | Baumgruppe Blutbuche und Esche                        | Annarode                                          | 1985 |                                                      |
| ND0011SGH | Mardereiche oder Betteleiche                          | Blankenheim                                       | 1935 |                                                      |
| ND0012ML  | Sommerlinde                                           | Gemarkung Augsdorf                                | 1985 |                                                      |
| ND0012SGH | Bäckereiche                                           | Blankenheim                                       | 1974 |                                                      |
| ND0013ML  | Winterlinde                                           | Augsdorf                                          | 1985 |                                                      |
| ND0014ML  | Sommerlinde (Lutherlinde)                             | Augsdorf                                          | 1985 |                                                      |
| ND0014SGH | Sommerlinde                                           | Breitenstein                                      | 1988 |                                                      |
| ND0015ML  | Baumgruppe                                            | Benndorf                                          | 1985 |                                                      |
| ND0016ML  | Blutbuchengruppe                                      | Benndorf                                          | 1985 |                                                      |
| ND0017ML  | Stieleiche                                            | Bischofrode                                       | 1985 |                                                      |
| ND0018ML  | Traubeneiche                                          | Bischofrode                                       | 1985 |                                                      |
| ND0019ML  | Sommerlinde (Helbigs Linde)                           | Bischofrode                                       | 1985 |                                                      |
| ND0020ML  | Winterlinde (Giesemanns Linde)                        | Bischofrode                                       | 1985 |                                                      |
| ND0020SGH | Friedhofseiche                                        | Emseloh                                           | 1974 |                                                      |
| ND0021ML  | Weymouthskiefer                                       | Bischofrode                                       | 1985 |                                                      |
| ND0022ML  | Traubeneiche                                          | Bischofrode                                       | 1985 |                                                      |
| ND0023ML  | Rosskastanie                                          | Bornstedt                                         | 1985 |                                                      |
| ND0024ML  | Stieleiche                                            | Bornstedt                                         | 1985 |                                                      |
| ND0024SGH | Lehmanns Linde                                        | Sangerhausen, OT Großleinungen                    | 1974 | Lehmanns Linde in Großleinungen                      |
| ND0025ML  | Eibengruppe                                           | Bornstedt                                         | 1985 |                                                      |
| ND0026ML  | Spitzahorn                                            | Bornstedt                                         | 1985 |                                                      |
| ND0027ML  | Bergahorn                                             | Bornstedt                                         | 1985 |                                                      |
| ND0028ML  | Bergahorn                                             | Bornstedt                                         | 1986 |                                                      |
| ND0028SGH | Gerichtsbuschlinde                                    | Wallhausen                                        | 1974 |                                                      |
| ND0029ML  | Sommerlinde (Grenzlinde)                              | Bornstedt                                         | 1985 |                                                      |
| ND0029SGH | Heidenteichlinde                                      | Holdenstedt                                       | 1974 | „Heidenteichlinde“ bei Holdenstedt                   |
| ND0030ML  | Sommerlinde                                           | Burgsdorf                                         | 1985 |                                                      |
| ND0031ML  | Stieleiche                                            | Burgsdorf                                         | 1985 |                                                      |
| ND0032ML  | Sommerlinde                                           | Burgsdorf                                         | 1985 |                                                      |
| ND0032SGH | Kirchenlinde (Sommerlinde), Platz östlich der Kirche  | Kelbra (Kyffhäuser)                               | 1935 | Kirchenlinde in Kelbra (Kyffhäuser)                  |
| ND0033ML  | Sommerlinde                                           | Burgsdorf                                         | 1985 |                                                      |
| ND0033SGH | Winterlinde                                           | Kelbra (Kyffhäuser)                               | 1974 |                                                      |
| ND0034ML  | Kopfweiden-Reihe                                      | Dederstedt                                        | 1985 |                                                      |
| ND0035ML  | Platanengruppe                                        | Dederstedt                                        | 1985 |                                                      |
| ND0037ML  | Stieleiche                                            | Dederstedt                                        | 1985 | Stieleiche in Dederstedt                             |
| ND0038ML  | Blutbuche                                             | Dederstedt                                        | 1985 |                                                      |
| ND0039ML  | Schwarzpappelgruppe                                   | Dederstedt                                        | 1985 |                                                      |
| ND0040ML  | Baumgruppe Blutbuche-Weißlinde-Fächerblattbaum        | Lutherstadt Eisleben                              | 1985 |                                                      |
| ND0041ML  | Fächerblattbaum                                       | Eisleben, Lutherstadt                             | 1985 |                                                      |
| ND0041SGH | 2 Sommerlinden                                        | Sangerhausen, OT Lengefeld                        | 1974 |                                                      |
| ND0042ML  | Eibe                                                  | Eisleben, Lutherstadt                             | 1985 |                                                      |
| ND0042SGH | Eiche am Krätzerbusch                                 | Sangerhausen, OT Lengefeld                        | 1974 |                                                      |
| ND0043ML  | Bergahorn-Reihe                                       | Eisleben, Lutherstadt                             | 1985 |                                                      |
| ND0043SGH | 2 Eichen am Nordhang des Dorfes                       | Sangerhausen, OT Morungen                         | 1974 |                                                      |
| ND0044ML  | Wilder Wein                                           | Eisleben, Lutherstadt                             | 1985 |                                                      |
| ND0044SGH | Linde an der Kirche                                   | Sangerhausen, OT Morungen                         | 1937 | 700-jährige Sommerlinde                              |
| ND0045ML  | Schnurbaum                                            | Eisleben, Lutherstadt                             | 1985 |                                                      |
| ND0045SGH | Alte Schullinde (Winterlinde)                         | Sangerhausen, OT Obersdorf                        | 1935 |                                                      |
| ND0046ML  | Eibengruppe                                           | Eisleben, Lutherstadt                             | 1985 |                                                      |
| ND0047ML  | Baumgruppe Platanen (3) und Sommerlinden (2)          | Eisleben, Lutherstadt                             | 1985 |                                                      |
| ND0047SGH | Rolandsbaum (Winterlinde)                             | Questenberg                                       | 1974 | „Rolandsbaum“ in Questenberg                         |
| ND0048ML  | Mammutbaum                                            | Eisleben, Lutherstadt                             | 1985 |                                                      |
| ND0049ML  | Schnurbaum                                            | Eisleben, Lutherstadt                             | 1985 |                                                      |
| ND0050ML  | Kornelkirsche                                         | Eisleben, Lutherstadt                             | 1985 |                                                      |
| ND0050SGH | Linde hinter dem Betrieb „Vakuum“                     | Roßla                                             | 1974 | Linde hinter der alten Fabrik der „Vakuum“ in Roßla  |
| ND0051ML  | Sommerlinde                                           | Eisleben, Lutherstadt                             | 1985 |                                                      |
| ND0052ML  | Lederhülsenbaum                                       | Erdeborn                                          | 1985 |                                                      |
| ND0053ML  | Eibengruppe                                           | Erdeborn                                          | 1985 |                                                      |
| ND0054ML  | Esche                                                 | Erdeborn                                          | 1985 |                                                      |
| ND0054SGH | Linde                                                 | Rottleberode                                      | 1974 | Linde an der Thyra in Rottleberode                   |
| ND0055ML  | Eschenreihe                                           | Hedersleben                                       | 1985 |                                                      |
| ND0055SGH | Lindenallee                                           | Rottleberode                                      | 1974 | „Lindenallee“ in Rottleberode                        |
| ND0056ML  | Winterlinde                                           | Hedersleben                                       | 1985 |                                                      |
| ND0057ML  | Rosskastanie                                          | Hedersleben                                       | 1985 |                                                      |
| ND0057SGH | Demeliuslinde (Winterlinde)                           | Sangerhausen                                      | 1955 |                                                      |
| ND0058ML  | Esche                                                 | Hedersleben                                       | 1985 |                                                      |
| ND0058SGH | Kornelkirsche                                         | Sangerhausen                                      | 1985 |                                                      |
| ND0059ML  | Sommerlinde                                           | Hedersleben                                       | 1985 |                                                      |
| ND0060ML  | Stieleichengruppe                                     | Hedersleben                                       | 1985 |                                                      |
| ND0061ML  | Winterlinde                                           | Hedersleben                                       | 1985 |                                                      |
| ND0062ML  | Stieleiche                                            | Hedersleben                                       | 1985 |                                                      |
| ND0063ML  | Winterlindengruppe                                    | Helbra                                            | 1985 |                                                      |
| ND0064ML  | Winterlinde                                           | Helbra                                            | 1985 |                                                      |
| ND0065ML  | Baumgr.Bergahorn-Blutbuche-Bluthasel-8Trauereschen    | Helbra                                            | 1985 |                                                      |
| ND0066ML  | Sommerlinde                                           | Helbra                                            | 1985 |                                                      |
| ND0066SGH | 2 Eiben                                               | Sangerhausen                                      | 1974 |                                                      |
| ND0067ML  | Esche                                                 | Helbra                                            | 1985 |                                                      |
| ND0067SGH | Rotbuche                                              | Sangerhausen                                      | 1974 |                                                      |
| ND0068ML  | Esche                                                 | Helbra                                            | 1985 |                                                      |
| ND0068SGH | Sommerlinde                                           | Kelbra (Kyffhäuser)                               | 1974 |                                                      |
| ND0069ML  | Winterlinde                                           | Helbra                                            | 1985 |                                                      |
| ND0069SGH | Sommerlinde                                           | Kelbra (Kyffhäuser)                               | 1974 |                                                      |
| ND0070ML  | Winterlinde                                           | Helbra                                            | 1985 |                                                      |
| ND0070SGH | Dorflinde                                             | Schwenda                                          | 1935 | „Dorflinde“ am Dorfplatz                             |
| ND0071ML  | Silberahorn                                           | Helbra                                            | 1985 |                                                      |
| ND0072ML  | Sommerlinde                                           | Hergisdorf                                        | 1985 | Linde auf dem Lindenplatz                            |
| ND0072SGH | Rotbuche                                              | Stolberg (Harz)                                   | 1986 |                                                      |
| ND0073ML  | Baumgruppe S-Linden(3), Feldahorne(2), Stieleiche     | Hergisdorf                                        | 1985 |                                                      |
| ND0073SGH | Bankeiche (Trauben-Eiche)                             | Stolberg (Harz)                                   | 1974 |                                                      |
| ND0074ML  | Stieleiche                                            | Hergisdorf                                        | 1985 |                                                      |
| ND0074SGH | Gemeiner Goldregen                                    | Stolberg (Harz)                                   | 1974 |                                                      |
| ND0075ML  | Sommerlinde                                           | Hübitz                                            | 1985 |                                                      |
| ND0075SGH | Rot-Buche                                             | Stolberg (Harz)                                   | 1974 |                                                      |
| ND0076ML  | Winterlinde                                           | Hübitz                                            | 1986 |                                                      |
| ND0076SGH | 2 Eichen                                              | Stolberg (Harz)                                   | 1974 |                                                      |
| ND0077ML  | Baumgruppe Winterlinde-2 Sommerlinden                 | Klostermansfeld                                   | 1985 |                                                      |
| ND0077SGH | Traubeneiche Kirche                                   | Kelbra (Kyffhäuser)                               | 1974 |                                                      |
| ND0078ML  | Baumgruppe Winterlinden                               | Klostermansfeld                                   | 1985 |                                                      |
| ND0078SGH | Waldhauslinde                                         | Uftrungen                                         | 1939 | „Hoffmanns-Linde“ am Waldhaus                        |
| ND0079ML  | Baumgruppe Bergahorn und Eiben (5)                    | Klostermansfeld                                   | 1985 |                                                      |
| ND0079SGH | Traubeneiche (Winterlinde)                            | Uftrungen                                         | 1988 | Traubeneiche in der Uftrungener Hinterdorfstraße     |
| ND0080ML  | Baumgruppe Esche-Bergahorn-Spitzahorn-Winterlinde...  | Klostermansfeld                                   | 1985 |                                                      |
| ND0080SGH | Adam und Eva, 2 Linden am Burgweg, nördlich des Ortes | Wallhausen                                        | 1988 |                                                      |
| ND0081ML  | Winterlinde                                           | Klostermansfeld                                   | 1985 |                                                      |
| ND0081SGH | Linde bei der Gemeindeschenke (Winterlinde)           | Sangerhausen, OT Wettelrode                       | 1974 |                                                      |
| ND0082ML  | Esche                                                 | Klostermansfeld                                   | 1985 |                                                      |
| ND0082SGH | Linde westlich der Gemeindeschenke                    | Sangerhausen, OT Wettelrode                       | 1935 |                                                      |
| ND0083ML  | Sommerlindengruppe                                    | Klostermansfeld                                   | 1985 |                                                      |
| ND0083SGH | Linde                                                 | Sangerhausen, OT Wettelrode                       | 1974 |                                                      |
| ND0084ML  | Blutbuche                                             | Klostermansfeld                                   | 1985 |                                                      |
| ND0084SGH | Linde                                                 | Sangerhausen, OT Wettelrode                       | 1974 |                                                      |
| ND0085ML  | Blutbuche                                             | Klostermansfeld                                   | 1985 |                                                      |
| ND0085SGH | Linde am Denkmal                                      | Wickerode                                         | 1974 |                                                      |
| ND0086ML  | Blutbuche                                             | Klostermansfeld                                   | 1985 |                                                      |
| ND0086SGH | Linde an der Schule                                   | Wickerode                                         | 1974 |                                                      |
| ND0087ML  | Winterlinde                                           | Klostermansfeld                                   | 1985 |                                                      |
| ND0087SGH | Traubeneiche am Waldhaus (Ostseite ausgemauert)       | Uftrungen                                         | 1974 | Traubeneiche am Waldhaus                             |
| ND0088ML  | Feldulmengehölz                                       | Lüttchendorf                                      | 1985 |                                                      |
| ND0088SGH | Traubeneiche an der Südwestseite des Waldhauses       | Uftrungen                                         | 1939 | „Escher-Eiche“ vor dem Waldhaus                      |
| ND0089ML  | Winterlinde                                           | Neehausen                                         | 1985 |                                                      |
| ND0089SGH | Stieleiche am Waldhaus                                | Uftrungen                                         | 1939 | „Wodans-Eiche“ am Waldhaus                           |
| ND0090ML  | Winterlinde                                           | Neehausen                                         | 1985 |                                                      |
| ND0090SGH | Schusterhöhle                                         | Tilleda (Kyffhäuser)                              | 1988 |                                                      |
| ND0091ML  | Esche                                                 | Neehausen                                         | 1985 |                                                      |
| ND0091SGH | Kupferschieferaufschluß                               | Sangerhausen, OT Morungen                         | 1985 |                                                      |
| ND0092ML  | Winterlindengruppe                                    | Neehausen                                         | 1985 |                                                      |
| ND0092SGH | Ankenbergschwinde                                     | zwischen Hainrode und Großleinungen               | 1989 | Ankenbergschwinde                                    |
| ND0093ML  | Traubeneichengruppe                                   | Neehausen                                         | 1985 |                                                      |
| ND0093SGH | Steinbruch an der Hohen Marl                          | Sangerhausen, OT Großleinungen                    | 1988 |                                                      |
| ND0094ML  | Winterlinde                                           | Neehausen                                         | 1985 |                                                      |
| ND0094SGH | Dinsterbachschwinde                                   | Questenberg                                       | 1988 | Dinsterbachschwinde                                  |
| ND0095ML  | Baumgruppe Sommerlinde-Winterlinde-Trauerweide        | Polleben                                          | 1985 |                                                      |
| ND0095SGH | Diebeshöhle                                           | Berga                                             | 1985 |                                                      |
| ND0096ML  | Esche                                                 | Polleben                                          | 1985 |                                                      |
| ND0096SGH | Wiesenschwinde                                        | Breitungen                                        | 1985 |                                                      |
| ND0097ML  | Efeu                                                  | Polleben                                          | 1985 |                                                      |
| ND0097SGH | Höhle „Eisloch“                                       | Wickerode                                         | 1985 |                                                      |
| ND0098ML  | Winterlindengruppe                                    | Polleben                                          | 1985 |                                                      |
| ND0098SGH | Haselbornschwinde                                     | Questenberg                                       | 1985 |                                                      |
| ND0099ML  | Sommerlinde                                           | Polleben                                          | 1985 |                                                      |
| ND0099SGH | Höhle „Mönchsloch“                                    | Kleinleinungen                                    | 1985 |                                                      |
| ND0100ML  | Sommerlinde                                           | Polleben                                          | 1985 |                                                      |
| ND0100SGH | Bachschwinde im Heinischen Tal                        | Sangerhausen, OT Gonna                            | 1985 |                                                      |
| ND0101ML  | Winterlinde                                           | Polleben                                          | 1985 |                                                      |
| ND0101SGH | Pfingstbergnordhang                                   | Tilleda (Kyffhäuser)                              | 1976 |                                                      |
| ND0102ML  | Winterlinde                                           | Polleben                                          | 1985 |                                                      |
| ND0103ML  | Stieleiche                                            | Polleben                                          | 1985 |                                                      |
| ND0104ML  | Schwarzpappel                                         | Röblingen am See                                  | 1985 |                                                      |
| ND0105ML  | Schwarzpappel                                         | Röblingen am See                                  | 1985 |                                                      |
| ND0106ML  | Sommerlinde                                           | Rottelsdorf                                       | 1985 |                                                      |
| ND0108ML  | Winterlindengruppe                                    | Rottelsdorf                                       | 1985 |                                                      |
| ND0109ML  | Stieleiche                                            | Rottelsdorf                                       | 1985 |                                                      |
| ND0110ML  | Baumgruppe Sommerlinden (2), Traubeneiche             | Schmalzerode                                      | 1985 | Teil einer geschützten Baumgruppe                    |
| ND0111ML  | Schwarzpappel                                         | Seeburg                                           | 1985 |                                                      |
| ND0112ML  | Birke                                                 | Seeburg                                           | 1985 |                                                      |
| ND0113ML  | Blutbuche                                             | Seeburg                                           | 1985 |                                                      |
| ND0114ML  | Sommerlinde                                           | Siebigerode                                       | 1985 |                                                      |
| ND0115ML  | Baumgruppe Winterlinde, Esche, Fächerblattbaum        | Siersleben                                        | 1985 |                                                      |
| ND0116ML  | Winterlinde                                           | Siersleben                                        | 1985 |                                                      |
| ND0117ML  | Magnolie                                              | Siersleben                                        | 1985 |                                                      |
| ND0118ML  | Winterlinde                                           | Siersleben                                        | 1985 |                                                      |
| ND0119ML  | Blutbuche                                             | Siersleben                                        | 1985 |                                                      |
| ND0120ML  | Bergahorngruppe                                       | Siersleben                                        | 1985 |                                                      |
| ND0121ML  | Baumgruppe Schwarzpappeln(4)-Rosskastanie             | Siersleben                                        | 1985 |                                                      |
| ND0122ML  | Rote Rosskastaniengruppe                              | Siersleben                                        | 1985 |                                                      |
| ND0123ML  | Traubeneiche                                          | Siersleben                                        | 1985 |                                                      |
| ND0124ML  | Traubeneiche                                          | Stedten                                           | 1985 |                                                      |
| ND0125ML  | Rotbuche                                              | Stedten                                           | 1985 |                                                      |
| ND0127ML  | Stieleiche (Friedenseiche)                            | Unterrißdorf                                      | 1985 |                                                      |
| ND0128ML  | Winterlinde                                           | Unterrißdorf                                      | 1985 |                                                      |
| ND0129ML  | Sommerlinde                                           | Unterrißdorf                                      | 1985 |                                                      |
| ND0131ML  | Trauerweidengruppe                                    | Wansleben am See                                  | 1985 |                                                      |
| ND0132ML  | Schwarzpappel                                         | Wansleben am See                                  | 1985 |                                                      |
| ND0133ML  | Rosskastanie                                          | Wansleben am See                                  | 1985 |                                                      |
| ND0134ML  | Rosskastanie                                          | Wansleben am See                                  | 1985 |                                                      |
| ND_0135ML | Baumgruppe Stieleichen (2), Rosskastanie              | Wansleben am See                                  | 1985 |                                                      |
| ND0136ML  | Sommerlinde                                           | Wimmelburg                                        | 1985 |                                                      |
| ND0137ML  | Rosskastanie                                          | Wimmelburg                                        | 1985 |                                                      |
| ND0138ML  | Weide                                                 | Wimmelburg                                        | 1985 |                                                      |
| ND0139ML  | Kornelkirsche                                         | Wimmelburg                                        | 1985 |                                                      |
| ND0140ML  | Stieleiche (Pyramideneiche)                           | Wimmelburg                                        | 1985 |                                                      |
| ND0141ML  | Rosskastanie                                          | Wimmelburg                                        | 1985 |                                                      |
| ND0142ML  | Spitzahorn                                            | Wimmelburg                                        | 1985 |                                                      |
| ND0143ML  | Baumgruppe 15 Sommerlinden – Sieges- und Luthereiche  | Wolferode                                         | 1985 |                                                      |
| ND0144ML  | Stieleiche                                            | Wolferode                                         | 1985 |                                                      |
| ND0145ML  | Sommerlinde                                           | Wolferode                                         | 1985 |                                                      |
| ND0146ML  | Traubeneiche                                          | Wolferode                                         | 1985 |                                                      |
| ND0147ML  | Winterlinde                                           | Wolferode                                         | 1985 |                                                      |
| ND0148ML  | Rosskastanie                                          | Hedersleben                                       | 1986 |                                                      |
| ND0149ML  | Winterlinde                                           | Rothenschirmbach                                  | 1982 |                                                      |
| ND0150ML  | Nothmarke (Winterlinde)                               | Osterhausen                                       | 1993 |                                                      |
| ND0151ML  | Ginkgobaum                                            | Osterhausen                                       | 1982 | Ginkgo in Sittichenbach                              |
| ND0152ML  | Beereneibe                                            | Osterhausen                                       | 1982 |                                                      |
| ND0153ML  | Stieleiche                                            | Hornburg                                          | 1982 |                                                      |
| ND0154ML  | Lindenallee (32 Stück)                                | Osterhausen                                       | 1982 |                                                      |
| ND0155ML  | Baumgruppe Winterlinden (4) u. Stieleiche             | Rottelsdorf                                       | 1985 |                                                      |
| ND0156ML  | Findlingsblock Der Lange Stein                        | Hornburg                                          |      |                                                      |
| ND0157ML  | Wüste Kirche Volkmanrode (Buchen u.4 Sommerlinden)    | Abberode                                          | 1965 | „Wüste Kirche Volkmanrode“ (Buchen u.4 Sommerlinden) |
| ND0158ML  | Buchenbestand mit Schutzhütte                         | Abberode                                          | 1965 |                                                      |
| ND0159ML  | Herzogeiche und Sühnekreuz                            | Abberode                                          | 1965 |                                                      |
| ND0160ML  | 4 Sommerlinden                                        | Abberode                                          | 1965 |                                                      |
| ND0162ML  | Rosskastanie                                          | Alterode                                          | 1983 |                                                      |
| ND0163ML  | Sommerlinde (Reformationslinde Alterode)              | Alterode                                          | 1983 | Reformationslinde Alterode                           |
| ND0164ML  | Alte Friedhofslinde                                   | Arnstedt                                          | 1935 |                                                      |
| ND0165ML  | Linde auf dem Friedhof                                | Biesenrode                                        | 1965 |                                                      |
| ND0166ML  | 2 (3) Sommerlinden                                    | Biesenrode                                        | 1965 |                                                      |
| ND0167ML  | Linde an der Kirche                                   | Biesenrode                                        | 1965 |                                                      |
| ND0168ML  | Fundamentmauer mit 2 seltenen Farnarten               | Biesenrode                                        | 1936 |                                                      |
| ND0169ML  | 4 Sommereichen aus einer Wurzel – Zinkes Ruh          | Bräunrode                                         | 1965 |                                                      |
| ND0170ML  | 13 Winterlinden                                       | Bräunrode                                         | 1965 |                                                      |
| ND0171ML  | 4 Winterlinden                                        | Bräunrode                                         | 1965 |                                                      |
| ND0172ML  | Sommerlinde                                           | Bräunrode                                         | 1965 |                                                      |
| ND0173ML  | Traubeneiche                                          | Bräunrode                                         | 1965 |                                                      |
| ND0174ML  | Traubeneiche                                          | Bräunrode                                         | 1965 |                                                      |
| ND0175ML  | Winterlinde                                           | Bräunrode                                         | 1965 |                                                      |
| ND0176ML  | Lindenallee                                           | Bräunrode                                         | 1965 |                                                      |
| ND0177ML  | Stieleiche Forstmeistereiche                          | Braunschwende                                     | 1983 |                                                      |
| ND0178ML  | 4 Stieleichen                                         | Braunschwende                                     | 1983 |                                                      |
| ND0179ML  | Rotbuche                                              | Braunschwende                                     | 1983 |                                                      |
| ND0182ML  | Rotbuche                                              | Friedeburg (Saale)                                |      |                                                      |
| ND0183ML  | Sommerlinde                                           | Freist                                            | 1965 |                                                      |
| ND0184ML  | Linde                                                 | Friesdorf                                         | 1935 |                                                      |
| ND0185ML  | Eiche                                                 | Friesdorf                                         | 1935 |                                                      |
| ND0186ML  | Sommerlinde am Nebenweg Klausstraße – Rammelburg      | Friesdorf                                         | 1983 |                                                      |
| ND0187ML  | Sommerlinde vor dem Teich Rammelburg                  | Friesdorf                                         | 1983 |                                                      |
| ND0188ML  | Sommerlinde vor dem Dorfteich                         | Friesdorf                                         | 1983 |                                                      |
| ND0189ML  | Sommerlinde vor dem Eingang der Rammelburg            | Friesdorf                                         | 1983 |                                                      |
| ND0190ML  | Tausendjährige Eiche am Brandkopf Rammelburg          | Friesdorf                                         | 1983 |                                                      |
| ND0191ML  | 2 Platanen                                            | Gerbstedt, Stadt                                  | 1965 |                                                      |
| ND0192ML  | Gleditschie                                           | Gerbstedt, Stadt                                  | 1965 |                                                      |
| ND0193ML  | Rotbuche                                              | Gerbstedt, Stadt                                  | 1965 |                                                      |
| ND0194ML  | 2 Ginkgo                                              | Gerbstedt, Stadt                                  | 1965 |                                                      |
| ND0195ML  | 2 alte Schwarzpappeln                                 | Gerbstedt, Stadt                                  | 1965 |                                                      |
| ND0196ML  | Sommerlinde                                           | Gerbstedt, Stadt                                  | 1965 |                                                      |
| ND0197ML  | 2 Linden – davon 1 Lutherlinde                        | Großörner                                         | 1936 |                                                      |
| ND0198ML  | Linde                                                 | Großörner                                         | 1936 |                                                      |
| ND0199ML  | 3 Linden                                              | Großörner                                         | 1936 |                                                      |
| ND0200ML  | Lebensbaum                                            | Großörner                                         | 1936 |                                                      |
| ND0201ML  | Kriechender Wacholder                                 | Großörner                                         | 1936 |                                                      |
| ND0202ML  | 4 Linden                                              | Großörner                                         | 1936 |                                                      |
| ND0203ML  | Blutbuche                                             | Gorenzen                                          | 1983 |                                                      |
| ND0204ML  | Esche                                                 | Heiligenthal                                      | 1965 |                                                      |
| ND0206ML  | Rotbuche                                              | Heiligenthal                                      | 1965 |                                                      |
| ND0207ML  | 3 Sommerlinden                                        | Heiligenthal                                      | 1965 |                                                      |
| ND0208ML  | 3 Winterlinden                                        | Heiligenthal                                      | 1965 |                                                      |
| ND0209ML  | Silberpappel                                          | Heiligenthal                                      | 1965 |                                                      |
| ND0210ML  | Sommerlinde Klopstocklinde                            | Heiligenthal                                      | 1965 |                                                      |
| ND0211ML  | Schwarzpappel                                         | Heiligenthal                                      | 1965 |                                                      |
| ND0212ML  | Platane                                               | Heiligenthal                                      | 1965 |                                                      |
| ND0213ML  | Rüster – Grüner Hof                                   | Heiligenthal                                      | 1965 |                                                      |
| ND0214ML  | Sommerlinde Friedenslinde                             | Heiligenthal                                      | 1965 |                                                      |
| ND0215ML  | Platane                                               | Hettstedt, Stadt                                  | 2004 |                                                      |
| ND0216ML  | Sommerlinde                                           | Hettstedt, Stadt                                  | 2004 |                                                      |
| ND0221ML  | 9 Linden                                              | Mansfeld, Stadt                                   | 1965 |                                                      |
| ND0222ML  | 3 Eiben                                               | Mansfeld, Stadt                                   | 1965 |                                                      |
| ND0223ML  | 4 Linden                                              | Mansfeld, Stadt                                   | 1965 |                                                      |
| ND0225ML  | 12 Kanadische Hemlockstannen                          | Mansfeld, Stadt                                   | 1965 |                                                      |
| ND0226ML  | Linde am Schloßeingang                                | Mansfeld, Stadt                                   | 1965 |                                                      |
| ND0227ML  | Linde im Hasenwinkel                                  | Mansfeld, Stadt                                   | 1965 |                                                      |
| ND0228ML  | 2 Linden                                              | Mansfeld, Stadt                                   | 1965 |                                                      |
| ND0229ML  | Ulme                                                  | Mansfeld, Stadt                                   | 1965 |                                                      |
| ND0230ML  | Verwachsung zweier Stieleichen Hinter dem Hölzchen    | Mansfeld, Stadt                                   | 1965 |                                                      |
| ND0231ML  | Blutbuche                                             | Mansfeld, Stadt                                   | 1965 |                                                      |
| ND0232ML  | Sommerlinde                                           | Mansfeld, Stadt                                   | 1938 |                                                      |
| ND0233ML  | Eibe                                                  | Mansfeld, Stadt                                   | 1938 |                                                      |
| ND0234ML  | Komplex Knieholz                                      | Mansfeld, Stadt                                   | 1938 |                                                      |
| ND0235ML  | Rotbuche/Blutbuche                                    | Mansfeld, Stadt                                   | 1983 |                                                      |
| ND0235ML  | Rotbuche/Blutbuche                                    | Mansfeld, Stadt                                   | 1983 |                                                      |
| ND0236ML  | Stieleiche                                            | Molmerswende                                      | 1965 | Brandbergeiche im Einetal bei Molmerswende           |
| ND0237ML  | Sommerlinde am alten Friedhof                         | Möllendorf                                        | 1983 |                                                      |
| ND0238ML  | Sommerlinde – Dorflinde in Blumerode                  | Möllendorf                                        | 1983 |                                                      |
| ND0239ML  | Sommerlinde am Feierabendheim                         | Möllendorf                                        | 1983 |                                                      |
| ND0240ML  | Zerreiche am Feierabendheim                           | Möllendorf                                        | 1983 |                                                      |
| ND0241ML  | Zerschlissene Linde                                   | Möllendorf                                        | 1983 |                                                      |
| ND0242ML  | 15 Linden                                             | Wiederstedt                                       | 1937 |                                                      |
| ND0243ML  | 7 Linden                                              | Wiederstedt                                       | 1937 |                                                      |
| ND0244ML  | Linde                                                 | Piskaborn                                         | 1937 |                                                      |
| ND0245ML  | Eiche                                                 | Piskaborn                                         | 1937 |                                                      |
| ND0246ML  | 2 Friedenseichen von 1871                             | Piskaborn                                         | 1937 |                                                      |
| ND0247ML  | Sommerlinde Reformationslinde                         | Quenstedt                                         | 1965 |                                                      |
| ND0248ML  | 9 Sommerlinden                                        | Ritterode                                         | 1965 |                                                      |
| ND0249ML  | 3 Sommerlinden                                        | Sandersleben, Stadt                               | 1965 |                                                      |
| ND0250ML  | Blutbuche                                             | Sandersleben, Stadt                               | 1965 |                                                      |
| ND0251ML  | 4 Platanen                                            | Sandersleben, Stadt                               | 1965 |                                                      |
| ND0252ML  | Ginkgo                                                | Sandersleben, Stadt                               | 1965 |                                                      |
| ND0253ML  | Eiche                                                 | Sandersleben, Stadt                               | 1965 |                                                      |
| ND0254ML  | Drüsiger Götterbaum                                   | Sandersleben, Stadt                               | 1965 |                                                      |
| ND0255ML  | Winterlinde                                           | Stangerode                                        | 1965 |                                                      |
| ND0256ML  | Friedenseiche                                         | Stangerode                                        | 1965 |                                                      |
| ND0257ML  | Winterlinde                                           | Stangerode                                        | 1965 |                                                      |
| ND0258ML  | Verwachsung Fichte mit Eiche – Brantfichte            | Stangerode                                        | 1965 |                                                      |
| ND0260ML  | 32 Rosskastanien                                      | Sylda                                             |      |                                                      |
| ND0261ML  | 28 Sommerlinden                                       | Sylda                                             |      |                                                      |
| ND0262ML  | Stieleiche                                            | Sylda                                             |      |                                                      |
| ND0263ML  | Rosskastanie Einsamer Baum                            | Sylda                                             |      |                                                      |
| ND0264ML  | Sommerlinde                                           | Sylda                                             |      |                                                      |
| ND0265ML  | Sommerlinde vor der LPG                               | Ulzigerode                                        | 1983 |                                                      |
| ND0266ML  | Eiche                                                 | Ulzigerode                                        | 1983 |                                                      |
| ND0267ML  | 6 (12?) Sommerlinden am alten Schützenplatz           | Ulzigerode                                        | 1983 |                                                      |
| ND0268ML  | Sommerlinde am Pregel                                 | Ulzigerode                                        | 1983 |                                                      |
| ND0269ML  | Sommerlinde Lutherlinde                               | Vatterode                                         | 1983 |                                                      |
| ND0270ML  | Sommerlinde ehem. Denkmal Kirche                      | Vatterode                                         | 1983 |                                                      |
| ND0271ML  | Sommerlinde vor dem Pfarrhaus                         | Vatterode                                         | 1983 |                                                      |
| ND0272ML  | Sommerlinde im Garten vom „Deutschen Haus“            | Vatterode                                         | 1983 |                                                      |
| ND0273ML  | Linden und Kastanien an der Wipperbrücke              | Vatterode                                         | 1983 |                                                      |
| ND0274ML  | Sommerlinde am Dorfbrunnen Gräfenstuhl                | Vatterode                                         | 1983 |                                                      |
| ND0275ML  | Eiche an der LIO Vatterode – Wimmelrode               | Vatterode                                         | 1983 |                                                      |
| ND0276ML  | Eiche                                                 | Vatterode                                         | 1983 |                                                      |
| ND0277ML  | Sommerlinde südl. der Ortslage                        | Vatterode                                         | 1983 |                                                      |
| ND0278ML  | Rosskastanie                                          | Walbeck                                           | 1936 |                                                      |
| ND0279ML  | 56 Linden                                             | Walbeck                                           | 1936 |                                                      |
| ND0280ML  | 4 Ahorn, 1 Akazie                                     | Walbeck                                           | 1937 |                                                      |
| ND0281ML  | Akazie                                                | Welbsleben                                        | 1983 |                                                      |
| ND0282ML  | Blutbuche                                             | Welbsleben                                        | 1983 |                                                      |
| ND0283ML  | Lindengruppe                                          | Welbsleben                                        | 1983 |                                                      |
| ND0284ML  | Buche Die dicke Buche                                 | Wippra, Kurort                                    | 1936 |                                                      |
| ND0285ML  | Gruppe alter Fichten                                  | Wippra, Kurort                                    | 1936 |                                                      |
| ND0286ML  | Gruppe alter Fichten und Lärchen                      | Wippra, Kurort                                    | 1936 |                                                      |
| ND0287ML  | Linde                                                 | Wippra, Kurort                                    | 1938 |                                                      |
| ND0288ML  | Eiche                                                 | Wippra, Kurort                                    | 1983 |                                                      |
| ND0289ML  | Lindengruppe                                          | Wippra, Kurort                                    | 1983 |                                                      |
| ND0290ML  | Rotbuche Angermannsbuche                              | Wippra, Kurort                                    | 1983 |                                                      |
| ND0291ML  | Forstmeistereiche                                     | Wippra, Kurort                                    | 1983 |                                                      |
| ND0292ML  | 2 Eichen am Veilchen-Kopf                             | Wippra, Kurort                                    | 1983 |                                                      |
| ND0293ML  | Linde am Schulplatz                                   | Ritterode                                         | 1937 |                                                      |
| ND0294ML  | Linde                                                 | Biesenrode, OT Wimmelrode                         | 1965 |                                                      |
| ND0295ML  | Brumbach-Aufschluß                                    | Wippra, Kurort                                    | 1983 |                                                      |
| ND0296ML  | Diabasvorkommen an der Ruine Arnstein                 | Harkerode 51° 41′ 4,3″ N, 11° 24′ 35,8″ O         | 1983 |                                                      |
| ND0297ML  | Geologischer Aufschluss am Bahneinschnitt Klippmühle  | Vatterode                                         | 1983 |                                                      |
| ND0298ML  | Diskordanz am Lindberg Mansfeld                       | Mansfeld, Stadt                                   | 1965 |                                                      |
| ND0299ML  | Tal der „Heiligen Reiser“                             | Hettstedt, Stadt 51° 38′ 58,7″ N, 11° 31′ 25,6″ O | 1965 | Tal der „Heiligen Reiser“                            |
| ND0300ML  | Teufelsgrund mit Hexenküche und Teufelskanzel         | Bischofrode                                       | 1985 |                                                      |
| ND0302ML  | Esche                                                 | Hettstedt, Stadt                                  | 2004 |                                                      |
| ND0303ML  | Sommerlinde                                           | Hettstedt, Stadt                                  | 2004 |                                                      |
| ND0304ML  | Bergahorn                                             | Hettstedt, Stadt                                  | 2004 |                                                      |
| ND0305ML  | Traubeneiche                                          | Hettstedt, Stadt                                  | 2004 |                                                      |
| ND0306ML  | Traubeneiche                                          | Hettstedt, Stadt                                  | 2004 |                                                      |

## Flächenhafte Naturdenkmale
| Reg.Nr.   | Benennung                  | Standort                                                         | Jahr | Bild |
| --------- | -------------------------- | ---------------------------------------------------------------- | ---- | ---- |
| NDF0001ML | Schloßberg                 | Bornstedt 51° 28′ 53,4″ N, 11° 29′ 28,3″ O                       | 1991 |      |
| NDF0002ML | Igelteich                  | Seeburg 51° 29′ 49,2″ N, 11° 42′ 34,6″ O                         | 1991 |      |
| NDF0003ML | Quellbereich am Ritzkebach | Augsdorf, Hübitz 51° 35′ 52,8″ N, 11° 34′ 27,1″ O                | 1991 |      |
| NDF0004ML | Borntal                    | Dederstedt 51° 32′ 43,4″ N, 11° 41′ 43,8″ O                      | 1991 |      |
| NDF0005ML | Erdfall Teufelsspitze      | Seeburg 51° 28′ 50,5″ N, 11° 43′ 43,7″ O                         | 1991 |      |
| NDF0006ML | Himmels-Höhe               | Seeburg 51° 30′ 29,2″ N, 11° 39′ 24,5″ O                         | 1991 |      |
| NDF0007ML | Krümmling                  | Lutherstadt Eisleben, Bischofrode 51° 29′ 50,3″ N, 11° 32′ 28″ O | 1991 |      |

## Flächennaturdenkmale
| Reg.Nr.    | Benennung                                             | Standort                                                               | Jahr | Bild           |
| ---------- | ----------------------------------------------------- | ---------------------------------------------------------------------- | ---- | -------------- |
| FND0001ML  | Das gekappte Delta im Neckendorfer Grund              | Lutherstadt Eisleben, OT Wolferode 51° 29′ 45,6″ N, 11° 30′ 30,2″ O    | 1936 |                |
| FND0001SGH | Merktal (Diptam Wallhausen)                           | Wallhausen 51° 28′ 0,8″ N, 11° 10′ 45,1″ O                             | 1976 |                |
| FND0002ML  | Gefüllte Zugspalte in den Klippen der Grünen Berge    | Bischofrode 51° 29′ 48,1″ N, 11° 30′ 38,9″ O                           | 1936 |                |
| FND0002SGH | Orchideenvorkommen Spatberge                          | Hainrode 51° 29′ 53,9″ N, 11° 9′ 33,8″ O                               | 1976 |                |
| FND0003ML  | Fischteich                                            | Mansfeld 51° 32′ 31,2″ N, 11° 26′ 12,1″ O                              | 1985 |                |
| FND0003SGH | Erdfallsteich                                         | Blankenheim 51° 30′ 2,9″ N, 11° 25′ 2,3″ O                             | 1985 |                |
| FND0004ML  | Steinbruch                                            | Ahlsdorf 51° 32′ 28,3″ N, 11° 25′ 39,7″ O                              | 1985 |                |
| FND0004SGH | Heidenteich                                           | Holdenstedt 51° 29′ 22,2″ N, 11° 25′ 21,7″ O                           | 1985 | weitere Bilder |
| FND0005ML  | Tümpelgruppe und „Wasserwiese“                        | Mansfeld 51° 33′ 19,1″ N, 11° 26′ 10,3″ O                              | 1985 |                |
| FND0005SGH | Waldteich                                             | Beyernaumburg 51° 28′ 5,5″ N, 11° 22′ 13,4″ O                          | 1985 |                |
| FND0006SGH | Entensee                                              | Rottleberode 51° 29′ 58,9″ N, 10° 57′ 1,8″ O                           | 1985 | weitere Bilder |
| FND0007ML  | Mönchsteich                                           | Bischofrode 51° 29′ 33,7″ N, 11° 33′ 9,4″ O                            | 1985 |                |
| FND0007SGH | Kalkköpfe                                             | Kleinleinungen 51° 29′ 28,3″ N, 11° 9′ 9,7″ O                          | 1988 |                |
| FND0008ML  | Steinbruch                                            | Schmalzerode 51° 29′ 36,6″ N, 11° 28′ 5,5″ O                           | 1985 |                |
| FND0008SGH | Hänge östlich des Dinsterbaches                       | Wickerode 51° 30′ 6,5″ N, 11° 8′ 24,4″ O                               | 1988 |                |
| FND0009ML  | Am Leger                                              | Burgsdorf 51° 34′ 56,3″ N, 11° 39′ 8,6″ O                              | 1985 |                |
| FND0010ML  | Stiftsteich                                           | Lutherstadt Eisleben 51° 31′ 46,2″ N, 11° 31′ 23,5″ O                  | 1985 |                |
| FND0011ML  | Kleinstgewässer                                       | Lutherstadt Eisleben 51° 29′ 54,2″ N, 11° 34′ 42,2″ O                  | 1985 |                |
| FND0012ML  | Steinbruch                                            | Hergisdorf 51° 31′ 45,5″ N, 11° 27′ 44,3″ O                            | 1985 |                |
| FND0013ML  | Kranichborn                                           | Hergisdorf 51° 31′ 39,4″ N, 11° 26′ 29,8″ O                            | 1985 |                |
| FND0014ML  | Tümpel (Münze)                                        | Hergisdorf 51° 32′ 6″ N, 11° 29′ 51,4″ O                               | 1985 |                |
| FND0015ML  | Tümpelgruppe u. Quelle im Katharinenholz              | Hergisdorf 51° 31′ 52″ N, 11° 29′ 54,2″ O                              | 1985 |                |
| FND0016ML  | Vorkommen des Kretischen Andorn                       | Lüttchendorf 51° 30′ 19,8″ N, 11° 38′ 42″ O                            | 1985 |                |
| FND0017ML  | Vorkommen des Kretischen Andorn                       | Lüttchendorf 51° 30′ 18,4″ N, 11° 38′ 54,6″ O                          | 1985 |                |
| FND0018ML  | Vorkommen u. Pflanzstellen d. Kretischen Andorns      | Lüttchendorf 51° 30′ 36,4″ N, 11° 38′ 18,2″ O                          | 1985 |                |
| FND0018SGH | Hänge östlich des Wickeröder Weges                    | Wickerode 51° 29′ 43,8″ N, 11° 8′ 22,9″ O                              | 1988 |                |
| FND0019ML  | Badendorfer Schlucht                                  | Lüttchendorf 51° 30′ 30,6″ N, 11° 39′ 6,5″ O                           | 1985 |                |
| FND0019SGH | Waldwiese südlich des Poppenberges                    | Dietersdorf 51° 31′ 34″ N, 11° 5′ 35,9″ O                              | 1988 |                |
| FND0020ML  | Tausendsee                                            | Röblingen am See 51° 28′ 18,8″ N, 11° 39′ 57,6″ O                      | 1985 |                |
| FND0020SGH | Froschwiese Brumbach                                  | Sangerhausen, OT Grillenberg 51° 33′ 35,6″ N, 11° 17′ 41,6″ O          | 1988 |                |
| FND0021ML  | Grottenteich                                          | Röblingen am See 51° 28′ 20,6″ N, 11° 39′ 37,4″ O                      | 1985 |                |
| FND0021SGH | Flusslauf und Uferzone Thyra v. Gipswerke-Mittelmühle | Uftrungen 51° 29′ 39,8″ N, 10° 57′ 47,2″ O                             | 1988 | weitere Bilder |
| FND0022ML  | Igelsumpf                                             | Röblingen am See 51° 28′ 10,6″ N, 11° 39′ 41,8″ O                      | 1985 |                |
| FND0022SGH | Wildrosengebiet über dem Helmstal                     | Sangerhausen 51° 29′ 57,1″ N, 11° 17′ 46,7″ O                          | 1989 |                |
| FND0023ML  | Dorfteich                                             | Röblingen am See 51° 28′ 6,2″ N, 11° 40′ 55,2″ O                       | 1985 |                |
| FND0023SGH | Vorkommen der Frühlingsknotenblume                    | Allstedt 51° 20′ 44,9″ N, 11° 24′ 48,6″ O                              | 1989 |                |
| FND0024ML  | Kamp                                                  | Rottelsdorf 51° 35′ 23,6″ N, 11° 40′ 15,6″ O                           | 1985 |                |
| FND0024SGH | Vorkommen des Krautigen Backenklees                   | Emseloh 51° 30′ 31″ N, 11° 23′ 56,4″ O                                 | 1989 |                |
| FND0025ML  | Teile der Badendorfer Schlucht und Himmelshöhe        | Seeburg 51° 30′ 31,3″ N, 11° 39′ 9,7″ O                                | 1985 |                |
| FND0026ML  | Erdfall am Bindersee                                  | Seeburg 51° 29′ 19,3″ N, 11° 43′ 13,8″ O                               | 1985 |                |
| FND0027ML  | Steinbrüche (2 Teilgebiete)                           | Mansfeld, OT Siebigerode 51° 34′ 37,6″ N, 11° 26′ 9,2″ O               | 1985 |                |
| FND0027ML  | Steinbrüche (2 Teilgebiete)                           | Mansfeld, OT Siebigerode 51° 34′ 21,4″ N, 11° 25′ 56,3″ O              | 1985 |                |
| FND0028ML  | Steinbruch                                            | Mansfeld, OT Siebigerode 51° 33′ 48,2″ N, 11° 25′ 19,6″ O              | 1985 |                |
| FND0028SGH | Katzenminze                                           | Sangerhausen, OT Großleinungen 51° 29′ 23,6″ N, 11° 11′ 45,2″ O        | 1974 |                |
| FND0029ML  | Vernäßtes Wiesengelände                               | Mansfeld, OT Siebigerode 51° 34′ 1,6″ N, 11° 25′ 38,3″ O               | 1985 |                |
| FND0030ML  | Steinbruch                                            | Lutherstadt Eisleben, OT Unterrißdorf 51° 32′ 12,8″ N, 11° 36′ 20,5″ O | 1985 |                |
| FND0031ML  | Sick                                                  | Lutherstadt Eisleben, OT Volkstedt 51° 34′ 10,6″ N, 11° 32′ 32,3″ O    | 1985 |                |
| FND0032ML  | Tümpel                                                | Lutherstadt Eisleben, OT Volkstedt 51° 34′ 13,4″ N, 11° 32′ 46,3″ O    | 1985 |                |
| FND0033ML  | Hühnekessel                                           | Wimmelburg 51° 31′ 4,1″ N, 11° 31′ 7,7″ O                              | 1985 |                |
| FND0034ML  | Tümpel am Katharinenholz                              | Hergisdorf 51° 31′ 44″ N, 11° 30′ 23,4″ O                              | 1985 |                |
| FND0035ML  | Tümpel an der Birkenschäferei                         | Wimmelburg 51° 30′ 33,5″ N, 11° 27′ 16,2″ O                            | 1985 |                |
| FND0036ML  | Xerothermrasenhang mit Kupferschiefer                 | Lutherstadt Eisleben, OT Wolferode 51° 30′ 29,2″ N, 11° 29′ 6,4″ O     | 1985 |                |
| FND0037ML  | Hahnestieg                                            | Lutherstadt Eisleben, OT Wolferode 51° 30′ 47,5″ N, 11° 31′ 10,9″ O    | 1985 |                |
| FND0038ML  | Erdfall am Kolk                                       | Lutherstadt Eisleben, OT Wolferode 51° 30′ 39,6″ N, 11° 31′ 13,1″ O    | 1985 |                |
| FND0039ML  | Weiher am Dorfanger                                   | Lutherstadt Eisleben 51° 30′ 6,8″ N, 11° 34′ 36,5″ O                   | 1986 |                |
| FND0040ML  | Auwäldchen am Bocksborn – Teil Hedersleben            | Hedersleben 51° 32′ 54,2″ N, 11° 39′ 47,9″ O                           | 1985 |                |
| FND0041ML  | Auwäldchen am Bocksborn – Teil Dederstedt             | Dederstedt 51° 32′ 46,3″ N, 11° 40′ 18,8″ O                            | 1985 |                |
| FND0042ML  | Laweketal östlich Dederstedt                          | Dederstedt 51° 32′ 19″ N, 11° 41′ 58,6″ O                              | 1986 |                |
| FND0043ML  | Laweketal westlich Elbitzer Mühle                     | Neehausen 51° 32′ 9,6″ N, 11° 42′ 16,9″ O                              | 1986 |                |
| FND0044ML  | Mittlere und Hintere Holzmarken                       | Lutherstadt Eisleben, OT Wolferode 51° 30′ 24,8″ N, 11° 29′ 26,5″ O    | 1985 |                |
| FND0050ML  | Feuchtgebiet Wippertal                                | Friesdorf 51° 36′ 5″ N, 11° 20′ 36,6″ O                                | 1983 |                |
| FND0051ML  | Laichteiche am Sengelbach                             | Mansfeld 51° 34′ 24,2″ N, 11° 19′ 50,2″ O                              | 1983 |                |
| FND0052ML  | Teich mit Quellen am Tränkeberg                       | Bräunrode 51° 37′ 57″ N, 11° 22′ 50,2″ O                               | 1965 |                |
| FND0054ML  | Ziegenmühlenteich und Mühlgraben                      | Osterhausen 51° 26′ 47″ N, 11° 30′ 15,5″ O                             | 1982 |                |
| FND0056ML  | Laichgewässer im Hagenbachtal                         | Mansfeld, OT Gorenzen 51° 33′ 36,4″ N, 11° 22′ 43,3″ O                 |      |                |
| FND0057ML  | Sandsteinbruch bei Rothenschirmbach                   | Lutherstadt Eisleben, OT Rothensch. 51° 27′ 28,1″ N, 11° 33′ 14″ O     |      |                |
| FND0058ML  | Verworrener Stein                                     | Hettstedt 51° 38′ 59,6″ N, 11° 32′ 57,8″ O                             | 1965 |                |
| FND0059ML  | Diabasblock Mordstein                                 | Stangerode 51° 39′ 28,8″ N, 11° 21′ 20,9″ O                            | 1965 |                |